# Eropterus trilineatus
Eropterus trilineatus es una especie de escarabajos lícido perteneciente a la familia Lycidae. Se encuentra distribuido en América del Norte.

## Descripción
Es una especie de tamaño pequeño, entre 4 a 7 milímetros (0,2 a 0,3 plg) y elongadas, levemente más anchas en su extremo posterior. Es de color negro con algunas porciones de sus orillas que cuentan con tintes rojizos. Las antenas son dentadas, estrechamente separadas en la base, con una longitud mayor que la mitad del cuerpo en el macho. El pronoto es ampliamente arqueado en su extremo frontal, más ancho en la base, con una única cresta corta en el centro y crestas oblicuas que se unen a los lados cerca del cuarto basal. Los élitros presentan hileras de punciones algo cuadradas, siendo las tres crestas más externas las más notorias. El abdomen, en su parte inferior, presenta una punta anchamente dentada en el macho. La tibia presenta pequeños espolones afilados.

## Distribución
La especie se distribuye desde Nueva Escocia hacia Nueva Inglaterra y al sur hasta Florida. Al oeste se ha descrito desde Ontario y al sur hasta Texas.